# Малая Клетна
Малая Клетна (укр. Мала Клітна) — село в Красиловском районе Хмельницкой области Украины.
Население по переписи 2001 года составляло 246 человек. Почтовый индекс — 31033. Телефонный код — 3855. Занимает площадь 1,231 км². Код КОАТУУ — 6822787001.

## Местный совет
31033, Хмельницкая обл., Красиловский р-н, с. Кошелевка, ул. Молодёжная